# Thomas Andrews (kemist)
Thomas Andrews, född 9 december 1813 i Belfast, död 26 november 1886, var en irländsk fysiker och kemist.

## Biografi
Andrews var professor vid Queen's College i Belfast. Han blev bekant genom sina undersökningar om ozonet och om värmeutvecklingen under kemiska processer samt utförde mycket viktiga undersökningar över de så kallade kritiska fenomenen, det vill säga det förhållandet, att gaser över en viss temperatur ej längre genom tryck kan bringas att övergå i flytande form. Han tilldelades Royal Medal 1844.